# 早起きラジオMBS
早起きラジオMBS（はやおきラジオエムビーエス）は毎日放送ラジオ（MBSラジオ）でかつて放送されていた早朝時間帯のラジオ番組である。

## 概要
『おはよう川村龍一です』終了を受けて、2002年10月7日に放送開始。この番組開始に合わせて、1日の番組編成の起点を、これまでの5:00から4:00に前倒しした。特に中高年世代を対象にした情報と音楽を核としたワイド番組であった。
2005年4月1日で番組は終了。『朝いちばん!豊島美雪です』(4:30 - 6:00)に引き継がれた。

## 放送時間
月 - 金曜 4:00 - 6:00

## コーナー
- 日本列島いきいき生活 - 企画ネット番組。ユニ・チャームライフリーのスポンサードネット。
- マネーカレッジ - 時差ネット
- 心のともしび - これまで独立番組として放送していたものを内包。
- 心のいこい - これまで独立番組として放送していたものを内包。

## パーソナリティ
- 木谷美帆（月 - 水）
- 慶元まさ美（木・金）

コーナーレギュラー
- なかやまきんに君(月)